# Chi Vang

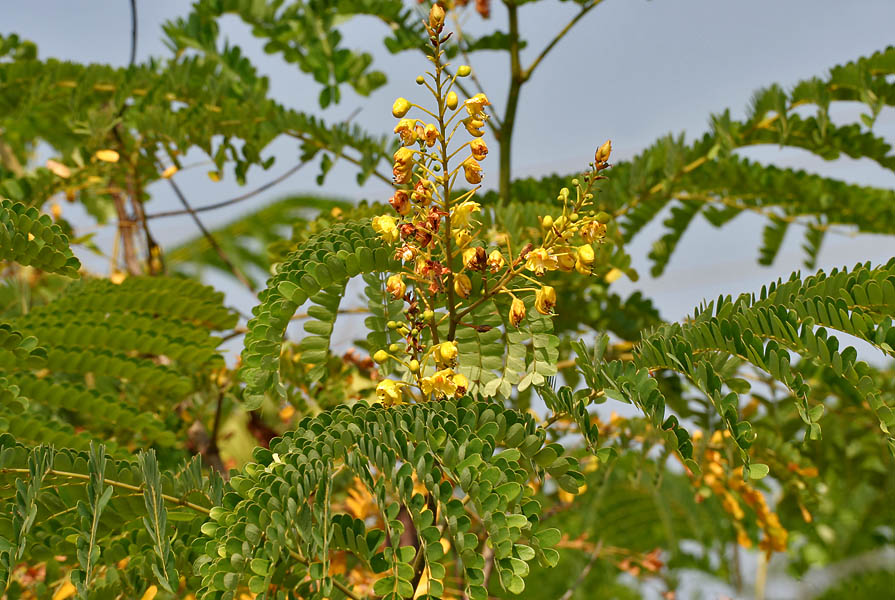
Caesalpinia sappan

Vang (danh pháp khoa học: Caesalpinia) là tên của một chi thực vật có hoa thuộc họ Đậu (Fabaceae). Nhiều loài trong chi này hiện đang còn gây tranh cãi khiến số loài trong chi dao động từ 70 đến 165, phụ thuộc vào việc các loài được có được nhập vào những chi như Hoffmannseggia hay không. Chi Vang gồm các loài cây thân gỗ nhiệt đới và cận nhiệt đới. Tên của chi được đặt theo tên nhà thực vật học, thầy thuốc, triết gia Andrea Cesalpino (1519-1603).
Tên của họ Vang (Caesalpinaceae) ở cấp độ họ, hay phân họ Vang (Caesalpinioideae) ở cấp độ phân họ được dựa theo tên của chi này.

## Các loài
- Caesalpinia bonduc (L.) Roxb.: Điệp mắt mèo
- Caesalpinia brachycarpa (Gray) Fisher
- Caesalpinia calycina Benth.
- Caesalpinia cassioides Willd.
- Caesalpinia caudata (Gray) Fisher
- Caesalpinia ciliata Bergius ex. Wikstr.
- Caesalpinia conzattii (Rose) Standl.
- Caesalpinia coriaria (Jacq.) Willd.
- Caesalpinia crista (L.)
- Caesalpinia culebrae (Britt & Wilson)
- Caesalpinia decapetala (Roth) Alston
- Caesalpinia drepanocarpa (Gray)
- Caesalpinia drummondii (Torr & Gray)
- Caesalpinia echinata Lam.
- Caesalpinia ferrea Mart. ex Tul.
- Caesalpinia gilliesii (Wallich ex Hook.) D.Dietr.
- Caesalpinia hildebrandtii (Vatke) Baill.
- Caesalpinia jamesii (Torr & Gray)
- Caesalpinia kavaiensis H.Mann
- Caesalpinia lutea
- Caesalpinia major (Medik.) Dandy & Exell
- Caesalpinia mexicana A.Gray
- Caesalpinia merxmeullerana A.Schreib.
- Caesalpinia monensis (Britt)
- Caesalpinia nhatrangense J.E.Vidal Dây móc mèo
- Caesalpinia pannosa Brandegee
- Caesalpinia paraguariensis (D.Parodi) Burkart
- Caesalpinia parryi (Fisher)
- Caesalpinia pauciflora (Griseb.)
- Caesalpinia peninsularis (Britt)
- Caesalpinia phyllanthoides (Standl.)
- Caesalpinia platyloba S.Watson
- Caesalpinia pluviosa DC.
  - Caesalpinia pluviosa var. cabraliana G.P.Lewis
  - Caesalpinia pluviosa var. intermedia G.P.Lewis
  - Caesalpinia pluviosa var. paraensis (Ducke) G.P.Lewis
  - Caesalpinia pluviosa var. peltophoroides (Benth.) G.P.Lewis
  - Caesalpinia pluviosa var. pluviosa
  - Caesalpinia pluviosa var. sanfranciscana G.P.Lewis
- Caesalpinia portoricensis (Britt & Wilson)
- Caesalpinia pulcherrima (L.) Sw. Kim phượng
- Caesalpinia punctata Willd.
- Caesalpinia repens (Eastw.)
- Caesalpinia reticulata
- Caesalpinia sappan L. Tô mộc
- Caesalpinia spinosa (Molina) Kuntze
- Caesalpinia sumatrana Roxb.
- Caesalpinia vesicaria L.
- Caesalpinia violacea (Mill.) Standl.
- Caesalpinia virgata (Fisher)
- Caesalpinia wootonii (Britt.)[5][6][7]

### Các loài trước đây
| - Balsamocarpon brevifolium Clos (C. brevifolia (Clos) Benth.) - Conzattia multiflora (B.L.Rob.) Standl. (C. multiflora B.L.Rob.) - Haematoxylum dinteri (Harms) Harms (C. dinteri Harms) - Hoffmannseggia drummondii Torr. & A.Gray (C. drummondii (Torr. & A.Gray) Fisher) - Hoffmannseggia microphylla Torr. (C. virgata Fisher) - Hoffmannseggia repens (Eastw.) Cockerell (C. repens Eastw.) - Hoffmannseggia viscosa (Ruiz & Pav.) Hook. & Arn. (C. viscosa (Ruiz & Pav.) Fisher) - Moullava spicata (Dalzell) Nicolson (C. spicata Dalzell) | - Parkinsonia praecox subsp. praecox (C. praecox Ruiz & Pav.) - Peltophorum acutifolium (J.R.Johnst.) J. R. Johnst. (C. acutifolia J.R.Johnst.) - Peltophorum dasyrhachis (Miq.) Kurz (C. dasyrhachis Miq.): Lim vàng - Peltophorum dubium (Spreng.) Taub. (C. dubia Spreng.) - Peltophorum pterocarpum (DC.) Backer ex K. Heyne (C. ferruginea Decne. hay C. inermis Roxb.): Lim xẹt - Pomaria rubicunda (Vogel) B.B.Simpson & G.P.Lewis (C. rubicunda (Vogel) Benth.) - Stahlia monosperma (Tul.) Urb. (C. monosperma Tul.) |

## Công dụng
Một số loài được trồng để làm cảnh vì cho hoa đẹp. C. echinata cung cấp nguyên liệu để tạo ra một loại thuốc nhuộm quan trọng tên là brazilin và cho gỗ để chế tạo vĩ dành cho vĩ cầm. C. paraguariensis là loài cây lấy gỗ ở nhiều nước Mỹ Latinh, đặc biệt là Argentina và Paraguay.
Caesalpinia pluviosa đang được nghiên cứu về khả năng chống bệnh sốt rét.